# O Diário de Alice
O Diário de Alice é uma série de televisão animada luso-brasileira-espanhola infantil criada por Diogo Viegas. A série é uma coprodução entre a Rádio e Televisão de Portugal (RTP) e a Radiotelevisión Española (RTVE) juntamente com outras produtoras. Estreou online no início de março pela RTP Play, e foi transmitida desde 25 de março de 2024 na RTP2 no bloco infantil Zig Zag. Na Espanha, a série estreou no mesmo dia no canal de televisão infantil Clan, tendo também versões no idioma galego e valenciano. Em 2024, foi selecionado para o festival de cinema de Annecy.